# Tamsen McGarry
Tamsen McGarry (* 11. Februar 1982 in Bolton, Vereinigtes Königreich) ist eine ehemalige irische Skirennläuferin.

## Biographie
Tamsen McGarry stammt aus der Küstenstadt Dalkey, einem Vorort von Dublin. Während der Aufenthalte im französischen Châtel, dem Winterdomizil ihrer Eltern, entdeckte sie gemeinsam mit ihrer Schwester Kirsten die Liebe zum Skisport.
Ihr internationales Renndebüt feierte sie am 7. August 1997 bei einem FIS-Slalom am Coronet Peak. Ihr erstes internationales Großereignis bestritt sie 1999 bei den Weltmeisterschaften in Vail bzw. Beaver Creek, wobei sie jedoch sowohl im Riesenslalom ausschied. Für den Slalom war sie ebenfalls gemeldet, trat jedoch schlussendlich nicht an.
Zwei Jahre später, bei den darauffolgenden Weltmeisterschaften, konnte sie endlich eine Zielankunft bei einem internationalen Großereignis verbuchen. Im Riesenslalom belegte sie Rang 41, im Slalom erreichte sie den 39. Platz.
2002 wurde McGarry für die Olympischen Winterspiele in Salt Lake City nominiert. Im Slalom gelang ihr mit Platz 35 ihr bestes Ergebnis bei einem internationalen Großereignis.
Abgesehen von internationalen Großereignissen startete McGarry hauptsächlich bei FIS bzw. Citzienrennen. Ihr letztes internationales Rennen bestritt sie am 14. März 2003 in Auron, danach ist sie nicht mehr als Rennläuferin in Erscheinung getreten.

## Erfolge

### Olympische Winterspiele
- Salt Lake City 2002: 35. Slalom, 46. Riesenslalom

### Weltmeisterschaften
- Vail/Beaver Creek 1999: DNF Riesenslalom, DNS Slalom
- St. Anton 2001: 39. Slalom, 41. Riesenslalom

### Juniorenweltmeisterschaften
- Verbier 2001: 52. Riesenslalom, DNF Slalom

### Australian New Zealand Cup
- Eine Platzierung unter den besten 5

### Universiade
- Tarvis 2003: 48. Slalom

### Weitere Erfolge
- 2 Podestplätze bei FIS-Rennen